# Allison Tranquilli
Allison Tranquilli, född den 12 augusti 1972 i Melbourne, Australien, är en australisk basketspelare som tog tog OS-silver 2004 i Aten. Detta var andra gången i rad Australien tog silver vid de olympiska baskettävlingarna. var även med och tog OS-brons 1996 i Atlanta.